# Melanotis hypoleucus
Melanotis hypoleucus là một loài chim trong họ Mimidae.